# Décès en 2013
Décès
- 2009
- 2010
- 2011
- 2012
- 2013
- 2014
- 2015
- 2016
- 2017

Cet article présente une liste de personnalités mortes au cours de l'année 2013 dont la date de décès précise est inconnue.
La liste des personnes référencées dans Wikipédia est disponible dans la page de la Catégorie:Décès en 2013

Les mois de l'année font l'objet de listes spécifiques :

## Date précise inconnue
- Vassili Sokolov, peintre soviétique puis russe (° 13 août 1915).